# Caccia primitiva
La Caccia primitiva è un dipinto a olio su tavola (70,5x169,5 cm) di Piero di Cosimo, databile al 1500-1505 circa e conservato nel Metropolitan Museum di New York. Fa parte della serie delle Storie dell'umanità primitiva.

## Storia
Il pannello viene di solito identificato con quelli che decoravano una stanza di Palazzo Del Pugliese a Firenze, visti e descritti dal Vasari. Probabilmente si trattava di una spalliera. Con il Ritorno dalla caccia entrò nel museo newyorkese nel 1875, come dono di Robert Gordon.

## Descrizione e stile
La serie è dedicata alle storie dell'umanità prima della scoperta del fuoco, senza la conoscenza dei metalli e quindi delle armi. In questo pannello, il primo delle storie, è rappresentata una foresta in profondità, con alcune file irregolari di alberi che guidano l'occhio dello spettatore verso lontano, secondo uno stratagemma già usato da Paolo Uccello nella Caccia notturna.
La scena è dedicata al caos prima di qualsiasi forma di conoscenza. Brulica di figure umane seminude, animali ed esseri semibestiali, come satiri e centauri, che si affrontano in una lotta feroce e indiscriminata. Da sinistra si vedono, tra l'altro, orsi e leopardi che si avventano su un branco di cervi e cinghiali, un grosso cane bianco che addenta una leonessa al muso, due uomini che separano due orsi e un leone dalla lotta, mentre un satiro leva un grosso ramo per colpirli, un gruppo di uomini vestiti di pelli che trasporta un bue cacciato, un altro uomo al centro che regge un animale che si divincola, uno che assale un cavallo in corsa (non lo cavalca, come si vede dalle gambe accucciate sull'animale), centauri che fuggono con prede, due satiri che si avvicinano brandendo delle clave. La presenza delle semibestie è legata alla credenza che esse fossero il frutto dell'accoppiamento barbaro degli uomini con gli animali. Non c'è nessuna differenziazione psicologica tra animali, semiuomini e uomini. Altri animali popolano gli anfratti della foresta, scura e inquietante.
L'omaggio a Paolo Uccello appare esplicito anche per l'uomo morto in basso a destra, che sta rigido e perpendicolare lungo un asse prospettico, in modo da venire scorciato a perfezione.
In tutta questa animazione nessuno si avvede del pericolo rappresentato dallo scoppio dell'incendio nel profondo della boscaglia. Due scorci paesistici, ai lati, mostrano un paesaggio brullo e desolato.

## Altre immagini

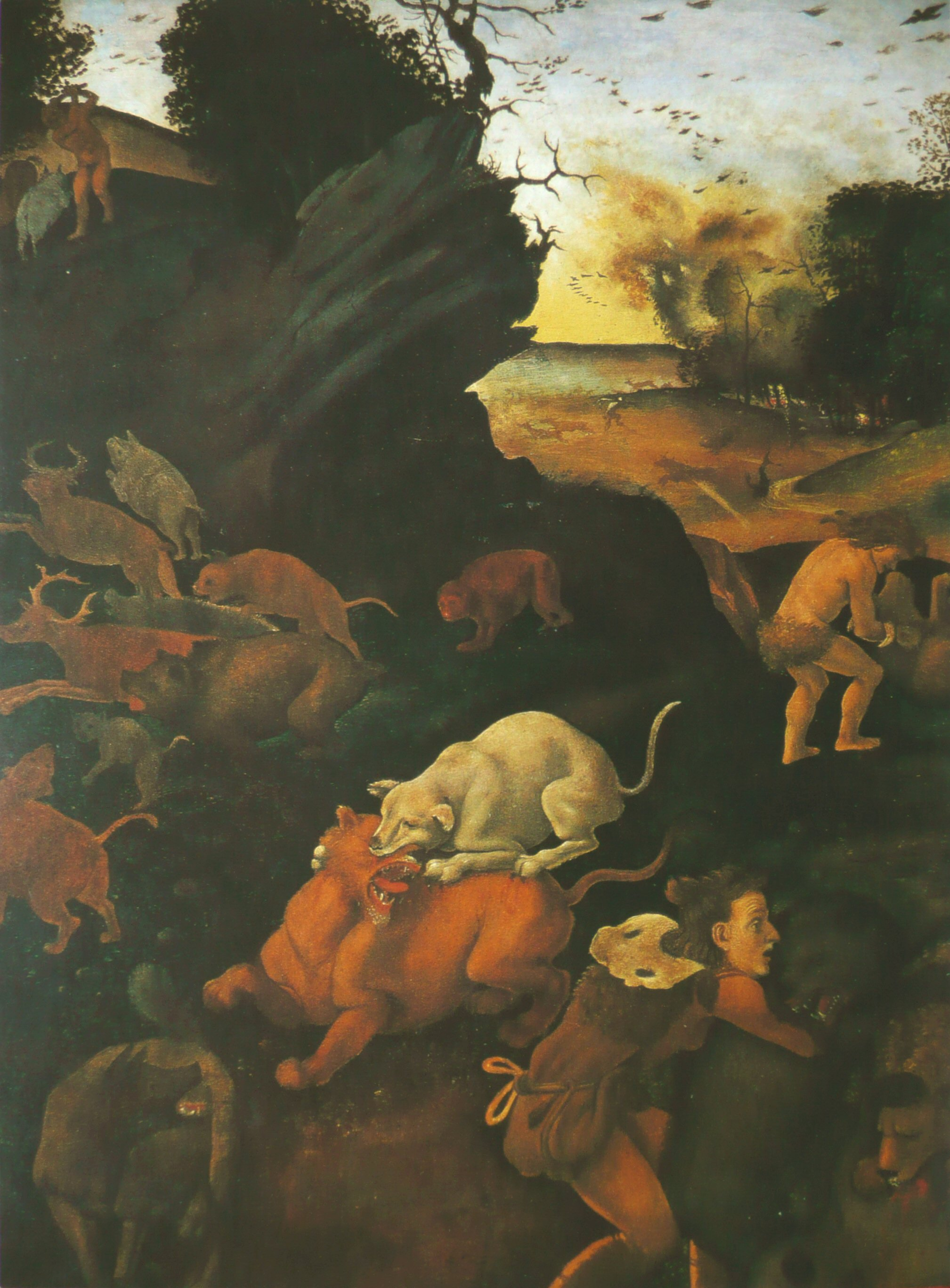
Dettaglio
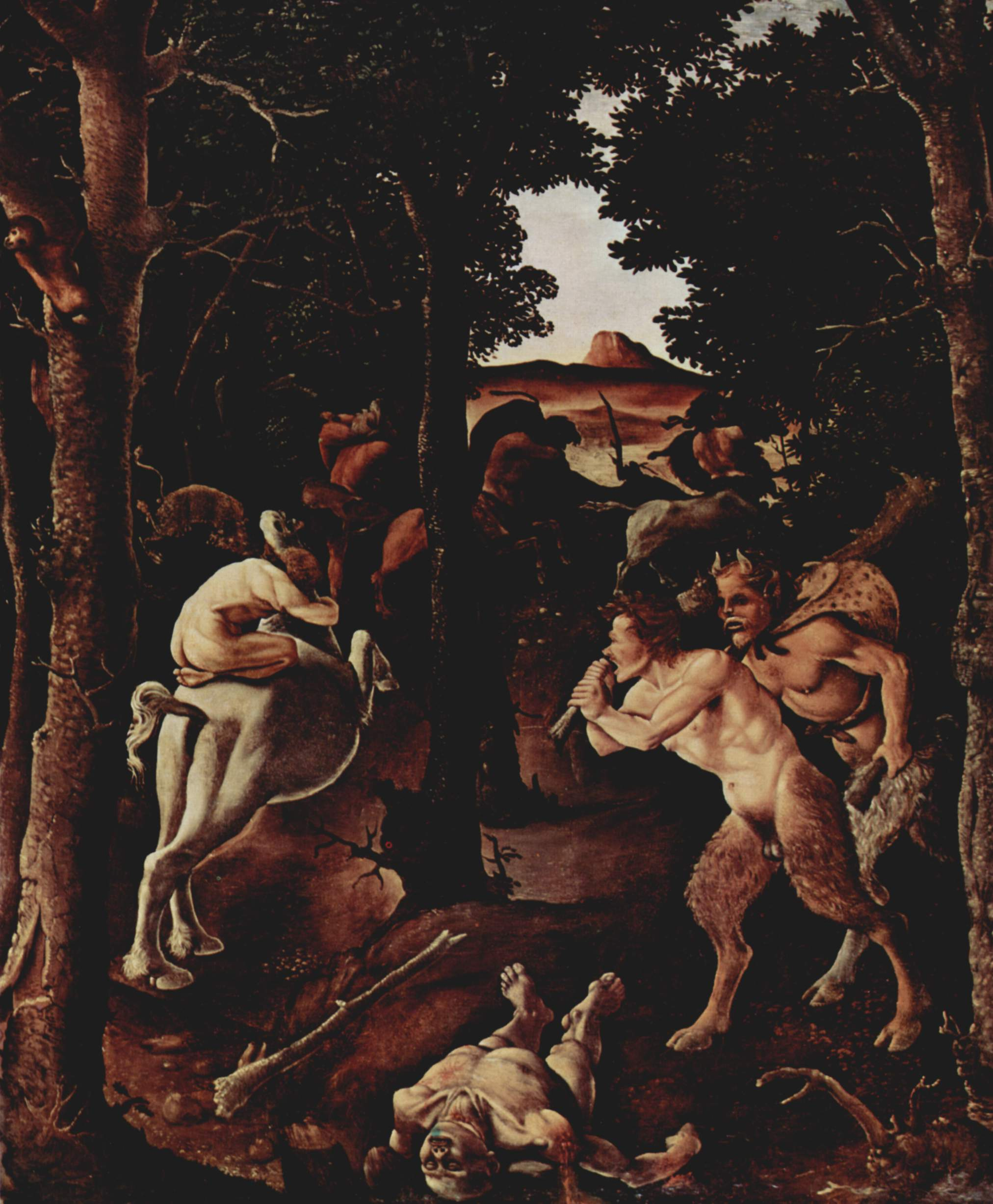
Dettaglio